# Кубок испанской лиги по футболу
Кубок испанской лиги по футболу — футбольный турнир, проводившийся в Испании в 1983—1986 годах Королевской испанской футбольной федерацией. Первоначально планировали провести Кубок лиги только в Примере, однако потом решили проводить соревнования и в других лигах: в Сегунде, Сегунде B и Терсере.

## История
Инициатором проведения Кубка испанской лиги выступил президент «Барселоны» Хосеп Луис Нуньес: турнир должен был принести дополнительные доходы и привлечь больше телезрителей. Однако уже в 1986 году клубы договорились отменить турнир из-за нехватки времени и насыщенности матчей.
Всего три команды за четыре сезона становились победителями кубка: дважды «Барселона» (1982/1983 и 1985/1986), и по одному разу «Реал Вальядолид» (1984) и «Реал Мадрид» (1985).

## Формат
Соревнования на Кубок лиги проводились по олимпийской системе с двумя матчами: дома и на выезде. Финал также состоял из двух игр. Победитель определялся по сумме двух матчей; при этом если после второй игры не удавалось определить победителя, назначалось дополнительное время, а после этого, по необходимости — пенальти.
1. Все финалы (двухматчевые)1983 год -Барселона-Реал Мадрид=2:2;2:1.1984 год-Реал Вальядолид-Атлетико Мадрид=0:0;3:0. 1985 год-Реал Мадрид-Атлетико Мадрид=2:3;2:0. 1986 год-Барселона-Реал Бетис(Севилья)=0:1;2:0.